# Group Theatre
Das Group Theatre war eine freie US-amerikanische Theatergruppe, die 1931 von Harold Clurman, Cheryl Crawford und Lee Strasberg in New York gegründet wurde.

## Geschichte
Die Gründer des Group Theatre versammelten um sich junge Schauspieler, die den Theatertheorien des russischen Theaterlehrers  Stanislawski folgten. Sie wollten das bisher unbekannte naturalistische Spiel, das die Gründer mit Aufenthalten am Moskauer künstlerischen Theater kennengelernt hatten, auf die amerikanischen Verhältnisse übertragen. Das Wort Group (Gruppe) sollte symbolisieren, dass ein Theaterensemble vom Zusammenspiel lebt und keine Stars benötigt. Das Ensemble lebte teilweise als Kommune zusammen, um Theateraufführungen zu erarbeiten. Zur Gruppe gehörten Regisseure, Schauspieler, Dramatiker und Produzenten. Die Stücke und Themen, die sie für ihre Produktionen auswählten, hatten zumeist einen sozialkritischen Ansatz und versuchten die aktuellen politischen und wirtschaftlichen Probleme auf die Bühne zu transportieren. Einige der Mitglieder gehörten in dieser Zeit der kommunistischen Partei der USA an und gerieten Ende der 1940er Jahre und zu Beginn der 1950er Jahre ins Visier der antikommunistischen Ermittlungen des Komitees für unamerikanische Umtriebe. Das Group Theatre löste sich 1941 auf. Einige Mitglieder avancierten zu Leinwandstars, erfolgreichen Broadway- und Filmregisseuren und Autoren. 
1947 ging aus Mitgliedern der Gruppe das Actors Studio hervor, das bis heute zu den wichtigsten Schauspielschulen der USA gehört und einige der bedeutendsten Schauspieler des Landes hervorgebracht hat.

## Mitglieder des Group Theatre
Stella Adler, Luther Adler, Lee Strasberg, Morris Carnovsky, Phoebe Brand, J. Edward Bromberg, Lee J. Cobb, Howard Da Silva, Jules Dassin, Frances Farmer, John Garfield, Will Geer, Roman Bohnen, Michael Gordon, Paul Green, Elia Kazan, Robert Lewis, Sanford Meisner, Clifford Odets, John Randolph, Martin Ritt, Irwin Shaw, Franchot Tone u. v. a.

## Wichtige Produktionen
- 1931: The House of Connelly von Paul Green
- 1931: 1931 von Claire Sifton und Paul Sifton
- 1932: Night over Taos von Maxwell Anderson
- 1932: Success Story von John Howard Lawson
- 1933: Men in White von Sidney S. Kingsley
- 1935: Awake and Sing! von Clifford Odets
- 1935: Waiting For Lefty von Clifford Odets
- 1935: Til the Day I Die von Clifford Odets
- 1935: Paradise Lost von Clifford Odets
- 1936: Johnny Johnson von Paul Green und Kurt Weill (Musik)
- 1936: Case of Clyde Griffiths von Erwin Piscator und Lena Goldschmidt
- 1937: Golden Boy von Clifford Odets
- 1938: Rocket to the Moon von Clifford Odets
- 1939: The Gentle People von Irwin Shaw
- 1939: My Heart's in the Highlands von William Saroyan und Paul Bowles (Musik)
- 1940: Night Music von Clifford Odets und Hanns Eisler (Musik)
- 1940: Retreat to Pleasure von Irwin Shaw